# مالکاپور
مالکاپور (به انگلیسی: Malkapur, Buldhana) یک زیستگاه انسانی در هند است که در بولدهانا واقع شده‌است.

## خصوصیات
مالکاپور ۲۰۰ کیلومترمربع مساحت و ۷۲٬۰۱۵ نفر جمعیت دارد و ۲۵۵ متر بالاتر از سطح دریا واقع شده‌است.